# Thure Gustaf Rudbeck (1714–1786)
Thure Gustaf Rudbeck, född 21 november 1714 på Västerberga i Rasbo socken, död 8 januari 1786 på Edsberg i Sollentuna socken, var en svensk politiker, militär och ämbetsman. 

## Biografi
Thure Gustaf Rudbeck var det andra barnet av tre till kaptenen vid Upplands regemente Olof Rudbeck och Anna Maria Törne. Modern var barnbarn till Hans Olofsson Törne och tillhörde Bureätten. Fadern avled när Thure Gustaf Rudbeck var två år, och han kom därför att uppfostras hos sin farfar, Olof Rudbeck d.y. Han hade Carl von Linné som sin informator under en kortare tid.
Rudbeck inriktade sig tidigt på den militära banan. Han blev 1731 volontär vid Tavastehus läns infanteriregemente. I september 1732 blev han korpral, och 1734 furir. År 1739 blev han fänrik vid Livgardet och utmärkte sig för mod och rådighet i 1741–43 års finska krig. Han befordrades till löjtnant 1743. Under Dalaupproret i Stockholm deltog han med att hålla Riddarholmsbroarna besatta och hindra de upproriska från att tränga vidare. För sin insats under upproret blev han 1743 utnämnd till major vid Upplands regemente. Han blev befordrad till överstelöjtnant 1748. I början av pommerska kriget var han generaladjutant under Ungern-Sternberg, och 1758 utnämndes han till överste för Björneborgs regemente. Följande år utnämndes han till överste och regementschef för Upplands regemente. Slutligen blev han 1766 generalmajor. 

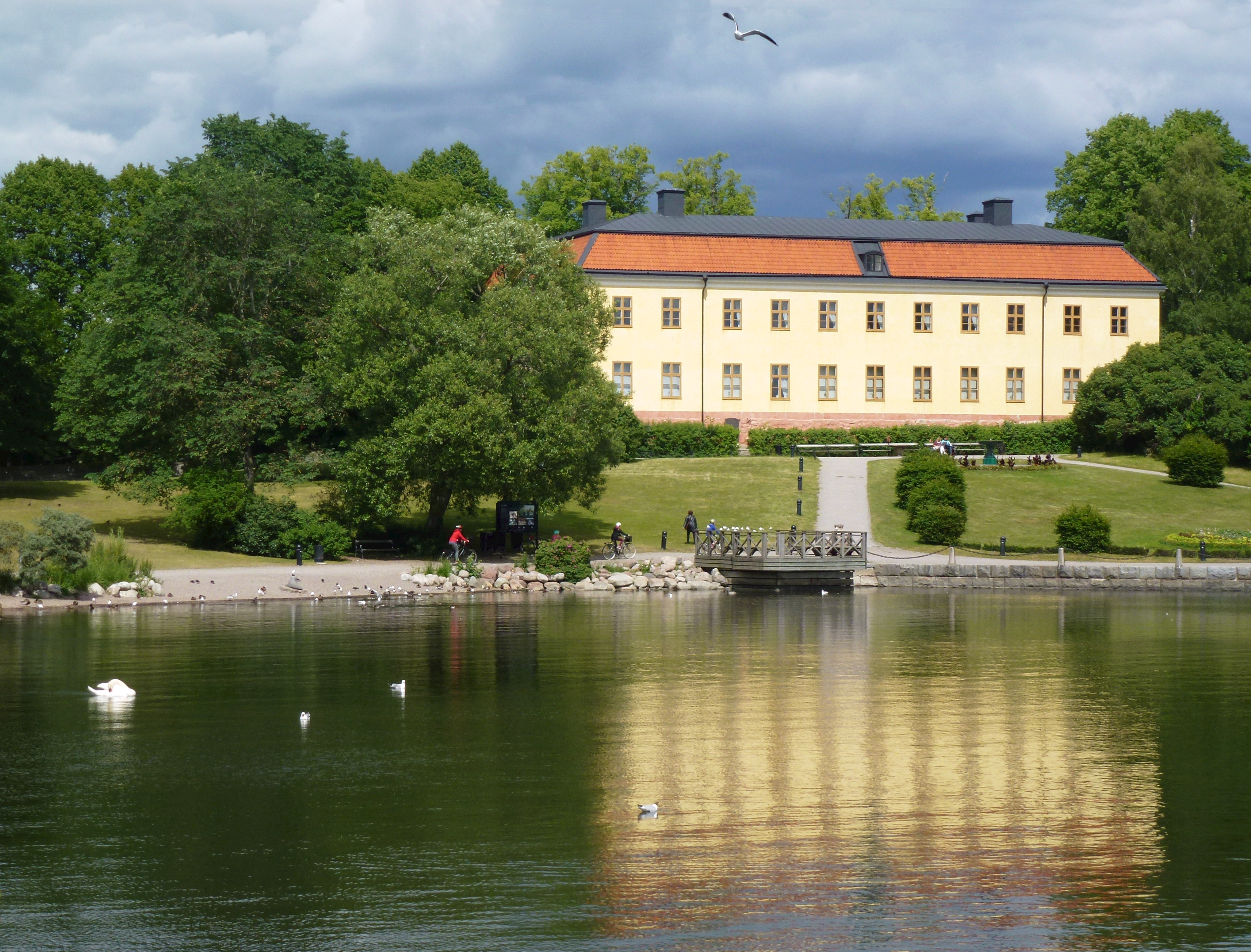
Edsbergs slott byggdes 1760 på initiativ av Thure Gustaf Rudbeck.

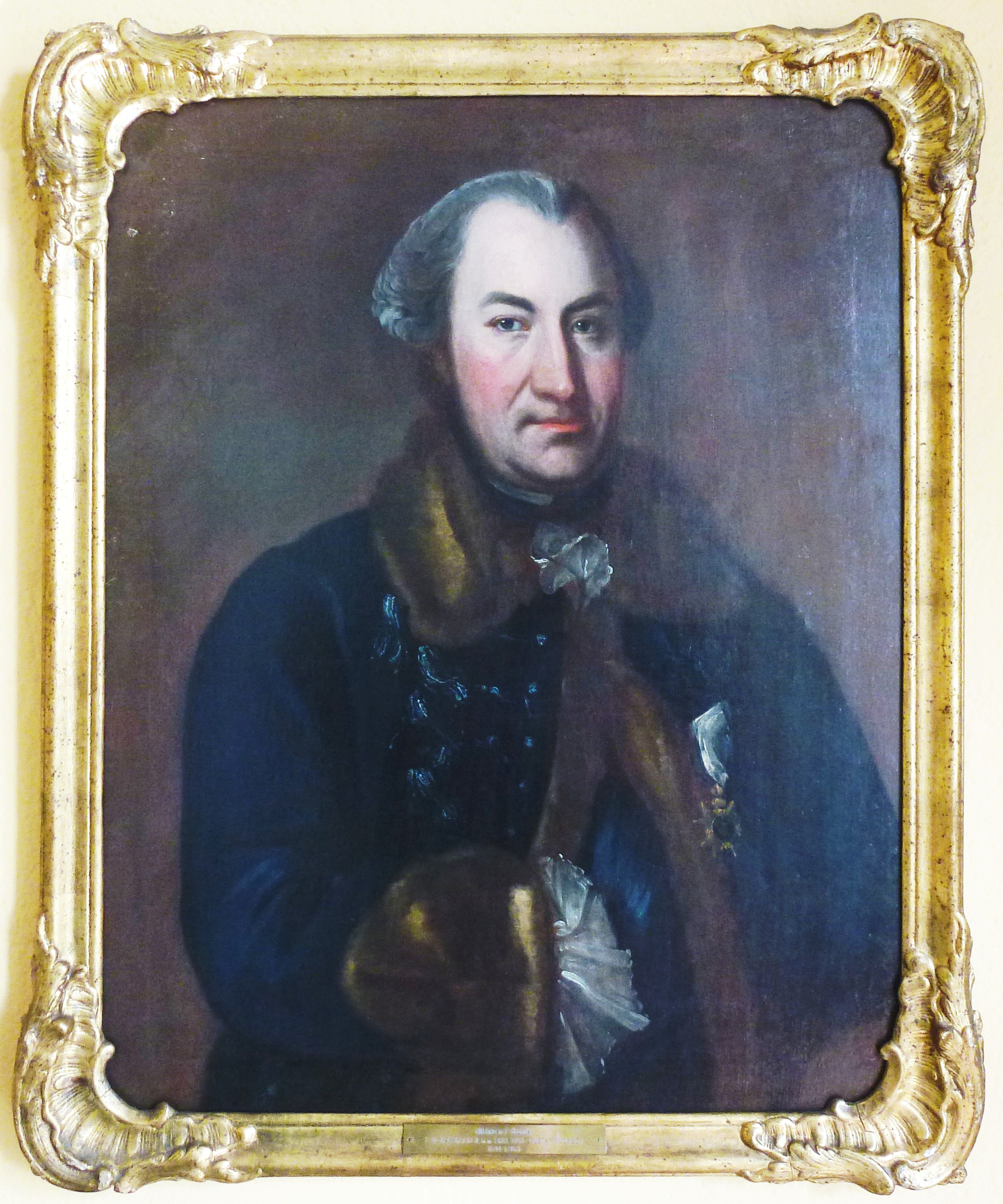
Ture Gustaf Rudbeck, originalet hänger i Edsbergs slott, målningen tillskrivs Carl Fredrich Brander.

Rudbeck hade ganska tidigt med klokhet och lycka ägnat sig åt lanthushållning och gjort sig bemärkt som talare på Riddarhuset. Vid 1760–62 års riksdag hade han plats i sekreta utskottet och bekämpade ihärdigt hattarna; särskilt uppträdde han skarpt mot ständernas i partiyrans tjänst verkande kommissioner och utomordentliga domstolar. Han framstod från den tiden som en av mösspartiets inflytelserikaste ledare och valdes vid riksdagen 1765 till lantmarskalk. Vid de två följande riksdagarna (1769 och 1771) var han även sitt partis kandidat till denna hederspost, ehuru förgäves. I ärendena ingrep Rudbeck i väsentligen moderat anda, men gick mot slutet ej fri från partilidelsens vanliga brist på konsekvens. Han var i nationalekonomiska frågor lärjunge till Nordencrantz. 1766 utsågs Rudbeck till ordförande i tulldirektionen (platsen fråntogs honom av hattarna 1770).

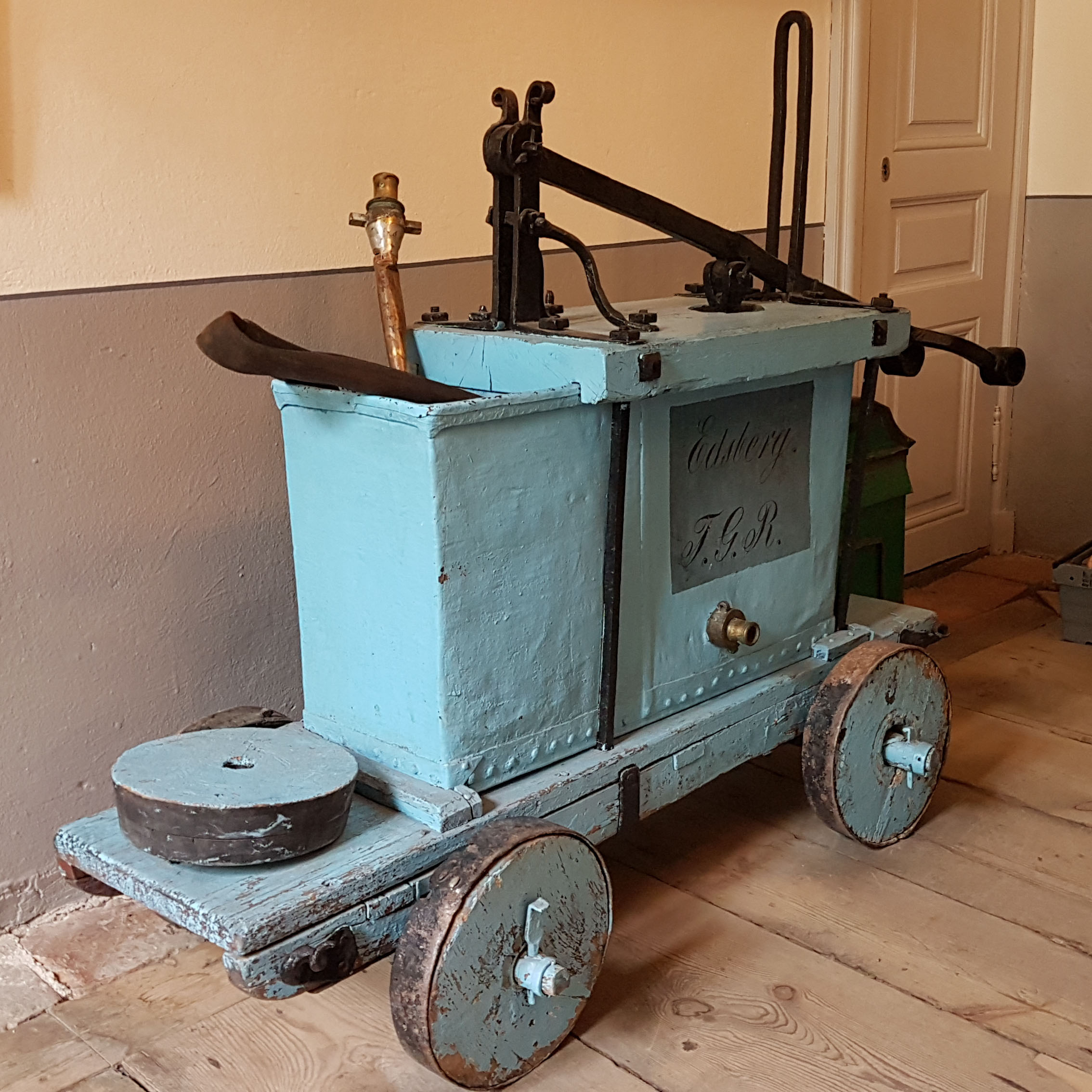
Rudbecks Kärrspruta från ca 1770 märkt: Edsberg T.G.R.

År 1771 upphöjdes Rudbeck till friherrligt stånd. Han utnämndes också 1772 på borgarståndets initiativ till överståthållare i Stockholm.
Rudbeck blev landshövding i Uppsala län 1773, en tjänst han satt på fram till 1782, då han tog avsked för att sköta sina lantegendomar, i första hand Edsbergs slott i Sollentuna socken. Egendomen förvärvade han 1757 och betalade 360 000 daler kopparmynt. Redan tre år senare lät han riva trähuset från 1630 och beställde ett nytt stenhus som stod färdigt 1760. Han avled där 1786. Släkten Rudbeck skulle behålla Edsberg i drygt 200 år, till dess var man tvungen att sälja mark från godset till Sollentuna köping vilket skedde 1947/1948. Till slut återstod enbart parken och huvudbyggnaden som såldes till köpingen 1955. Familjen Rudbeck bodde kvar i den västra, fristående flygeln fram till 1979. Edsbergs slott ägs idag av Sollentuna kommun och renoverades på 1990-talet och 2006 och vissa delar är idag öppet för allmänheten. Slottets siste privata ägare var Reinhold H.J. Rudbeck (1871–1957)
Rudbeck var gift med friherrinnan Magdalena von Mentzer, dotter till Johan von Mentzer och Catharina Charlotta Falkenberg af Trystorp. De fick elva barn. Han begravdes jämte sin hustru Magdalena von Mentzer på Sollentuna kyrkogård.